# Kadıköy, Yatağan
Kadıköy là một xã thuộc huyện Yatağan, tỉnh Muğla, Thổ Nhĩ Kỳ. Dân số thời điểm năm 2011 là 606 người.